# Pseudacanthicus leopardus
Pseudacanthicus leopardus is een straalvinnige vissensoort uit de familie van de harnasmeervallen (Loricariidae). De wetenschappelijke naam van de soort is voor het eerst geldig gepubliceerd in 1914 door Henry Weed Fowler.
De soort werd ontdekt in de rivier Rupununi. De naam verwijst naar het vlekkenpatroon op het lichaam, dat doet denken aan dat van een luipaard.